# Université Baylor
Pour les articles homonymes, voir Baylor.
L'université Baylor (anglais : Baylor University) est une université privée chrétienne évangélique baptiste, située à Waco (Texas) aux États-Unis. Elle est affiliée à la Baptist General Convention of Texas (en) (Convention baptiste du Sud).

## Historique
En 1841, un projet de création d'université est adopté par l'Union Baptist Association à la suite d'une idée du juge et pasteur Robert Emmett Bledsoe Baylor (en), de James Huckins et du pasteur William Milton Tryon. L'université est officiellement fondée en 1845. Pour l'année 2021-2022, elle comptait 20 626 étudiants.

## Programmes
L'université compte des programmes en droit, musique, théologie et sciences. Baccalauréats, masters, doctorats et diplômes professionnels sont offerts à travers onze degrés universitaires. Elle compte plusieurs clubs sportifs, gérés par les Bears de Baylor.

## Accréditations
Baylor est accréditée par la Southern Association of Colleges and Schools.

## Affiliations
Elle est affiliée à la Baptist General Convention of Texas (en) (Convention baptiste du Sud) . Elle est membre du Conseil pour les collèges et universités chrétiens et de l'Association internationale des collèges et universités baptistes.

## Personnalités liées à l'université

### Étudiants
- George W. Truett, pasteur de la First Baptist Church Dallas de 1897 à 1944, ancien président de l’Alliance baptiste mondiale et de la Convention baptiste du Sud
- Robert Jeffress, pasteur de la First Baptist Church Dallas
- Michael Johnson, athlète olympique de sprint
- Jeremy Wariner, athlète olympique de sprint
- Kara Killmer, actrice
- Robert Griffin III, joueur professionnel de football américain

## Campus

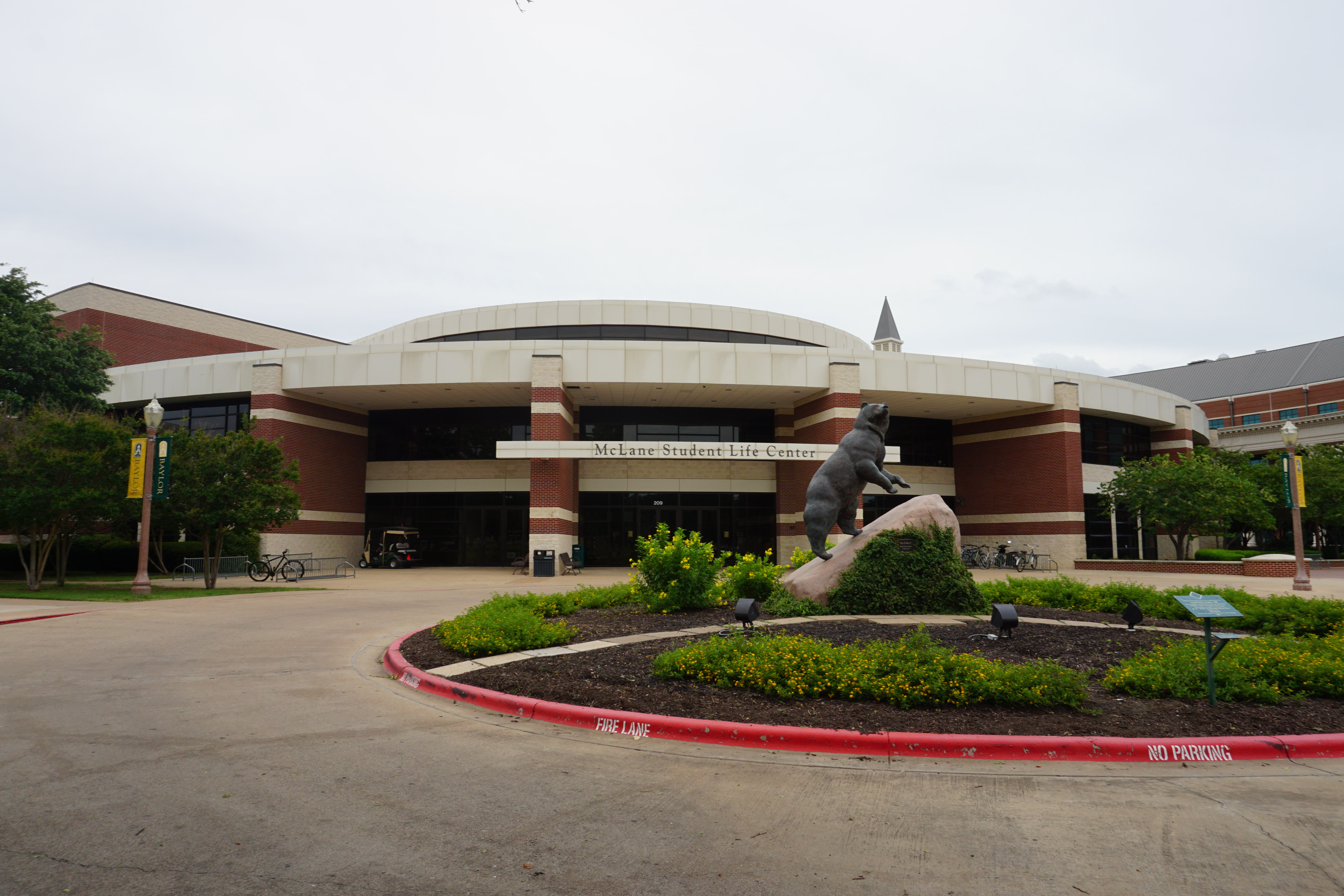
Centre McLane de la vie étudiante.
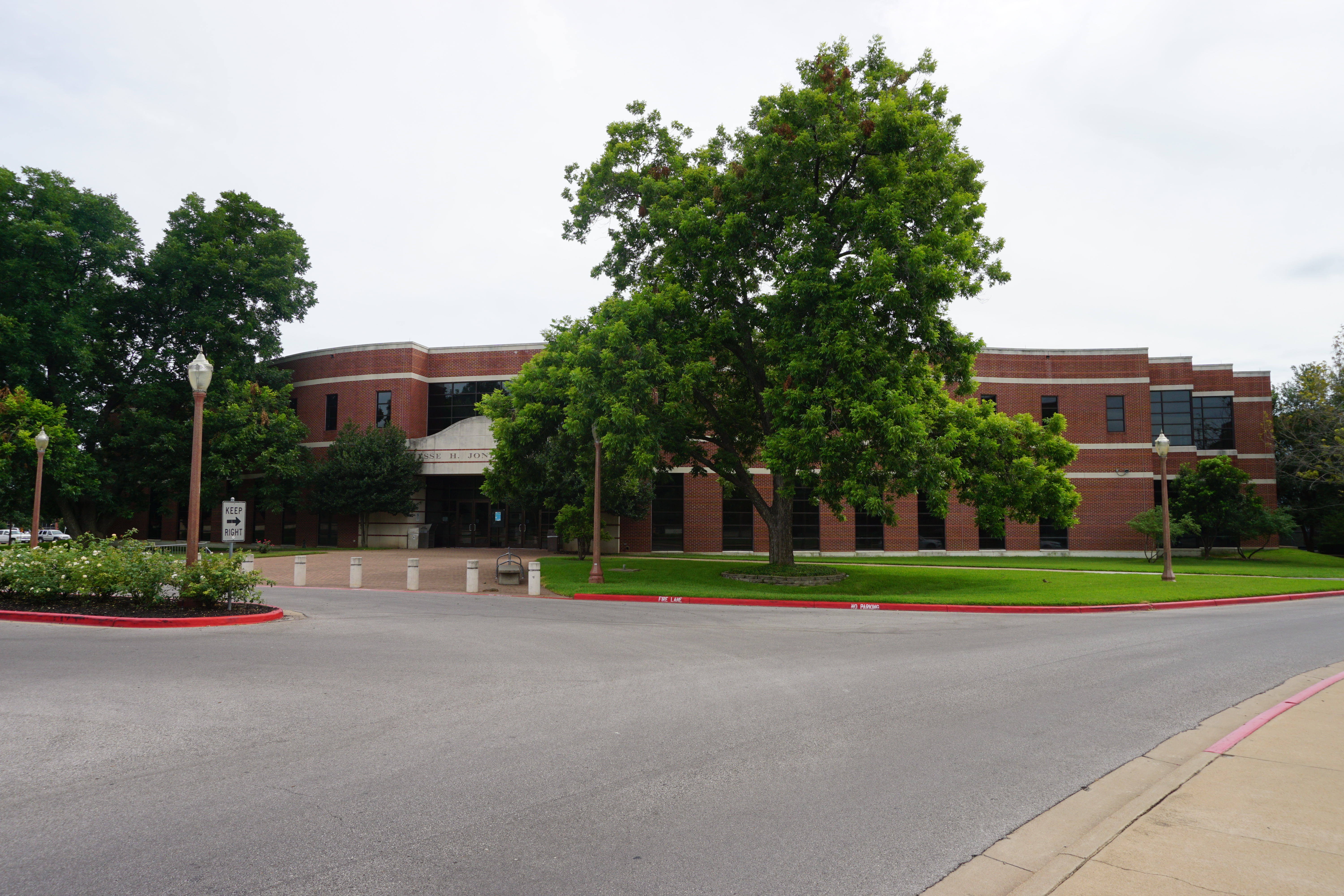
Bibliothèque Jesse H. Jones.
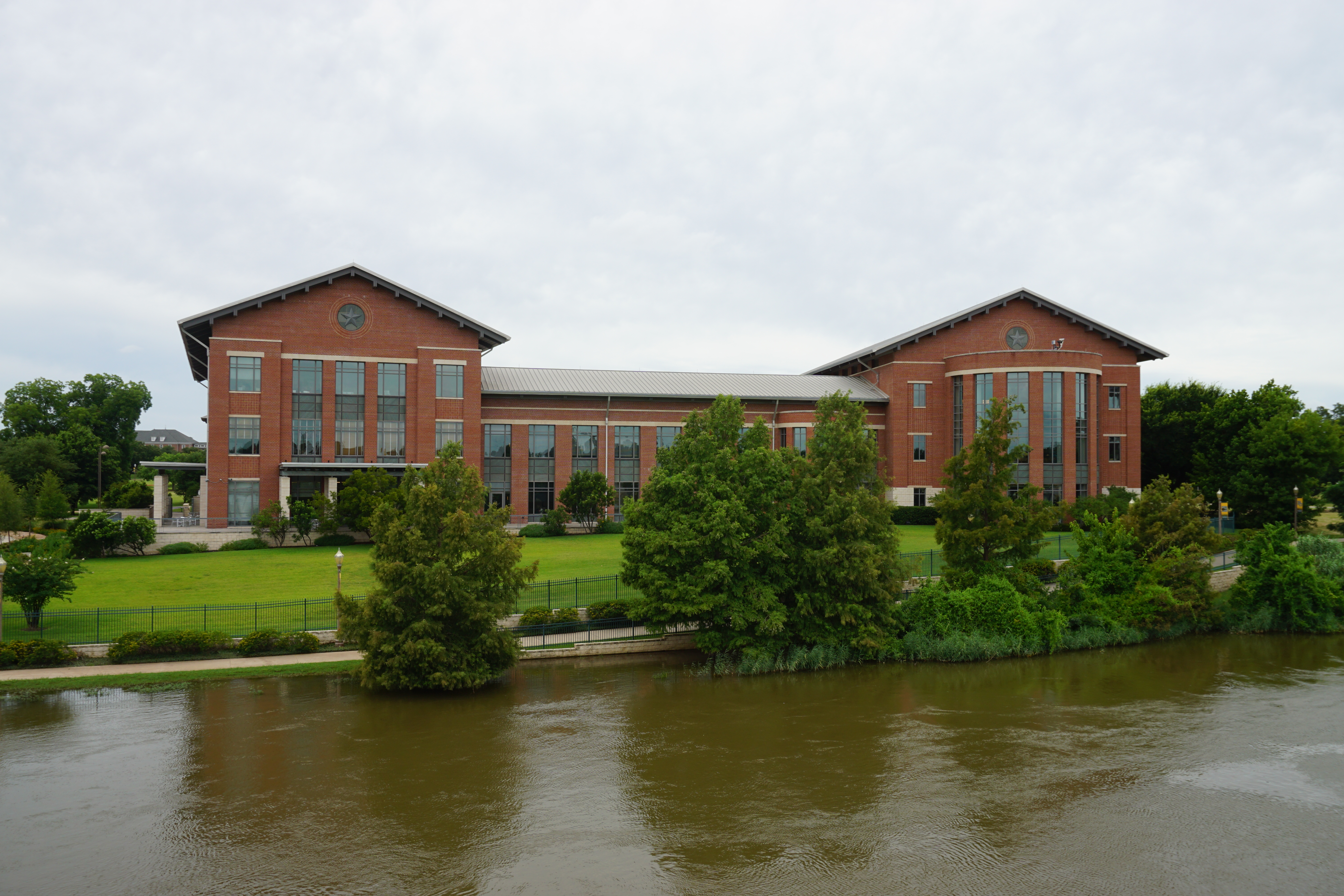
Centre juridique Sheila-et-Walter-Umphrey.
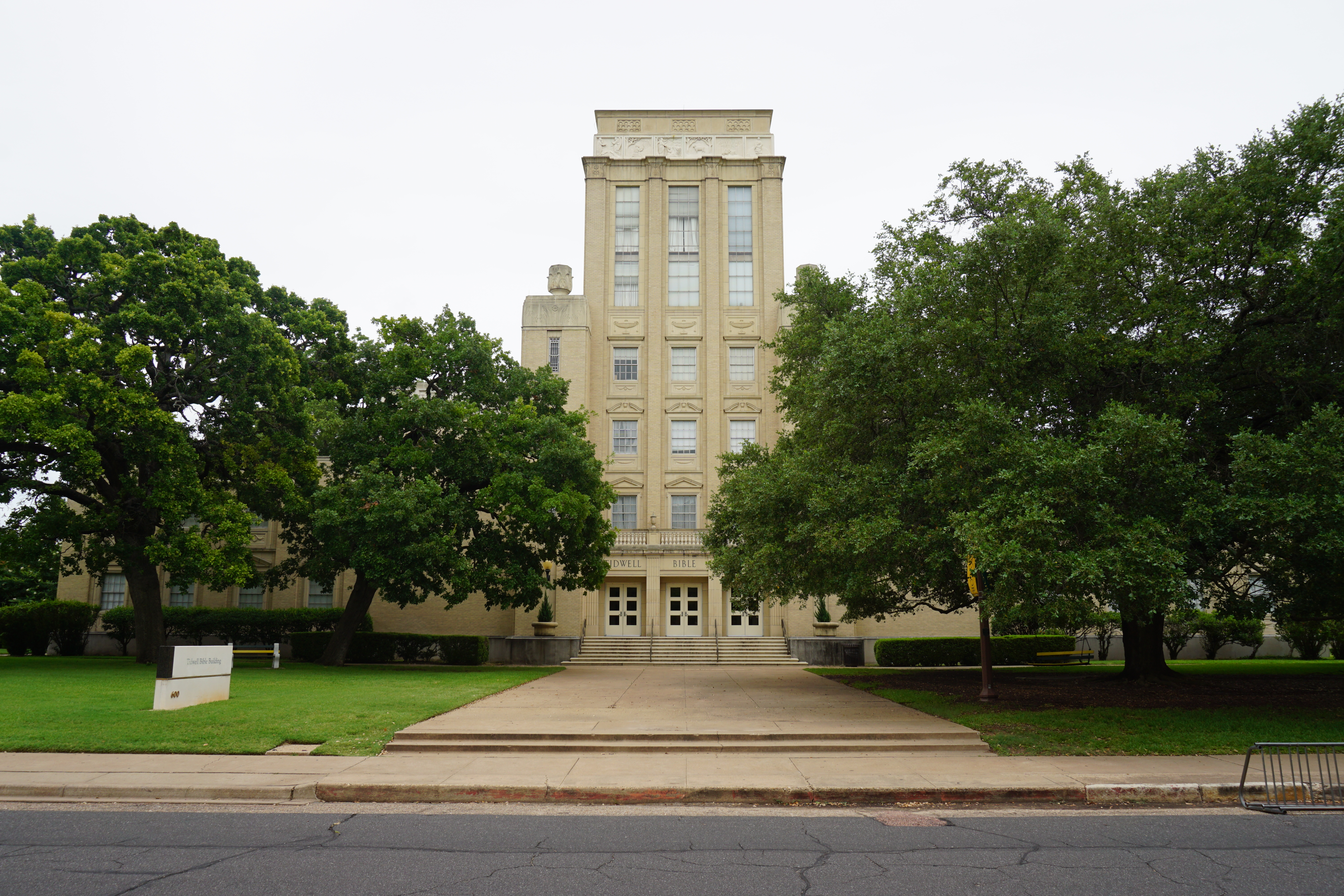
Tidwell Bible Building.
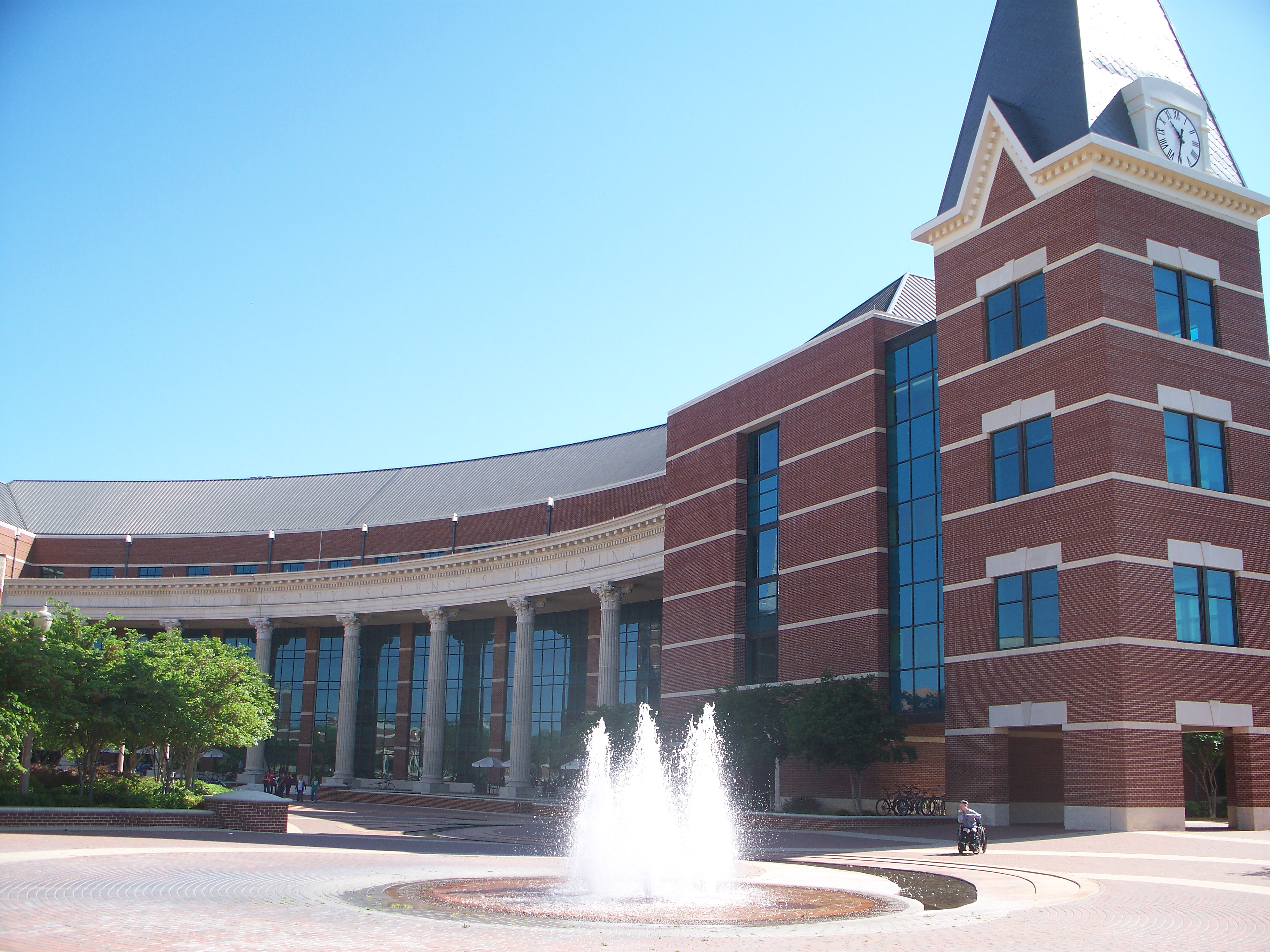
Faculté des sciences.
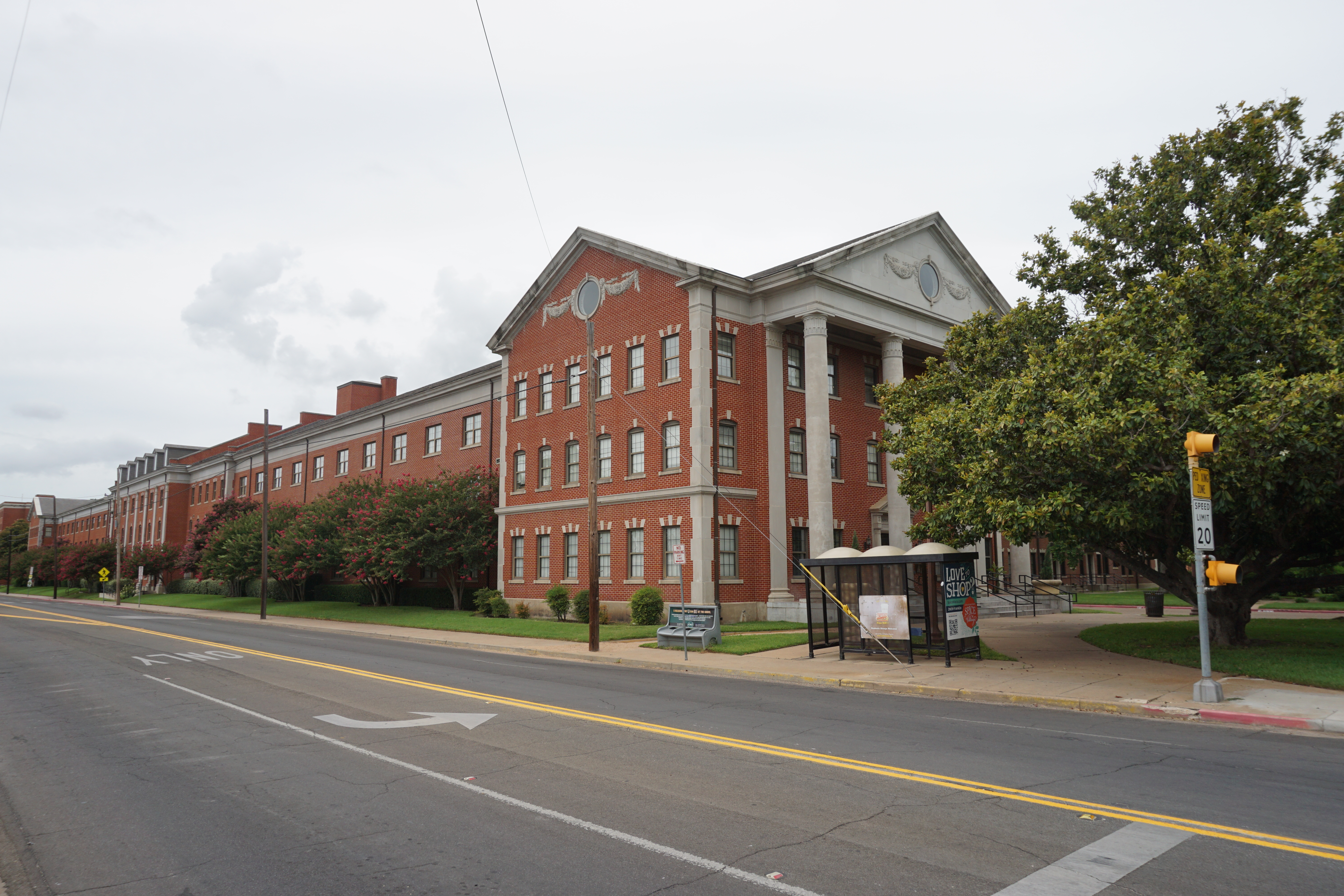
Allen Residence Hall.
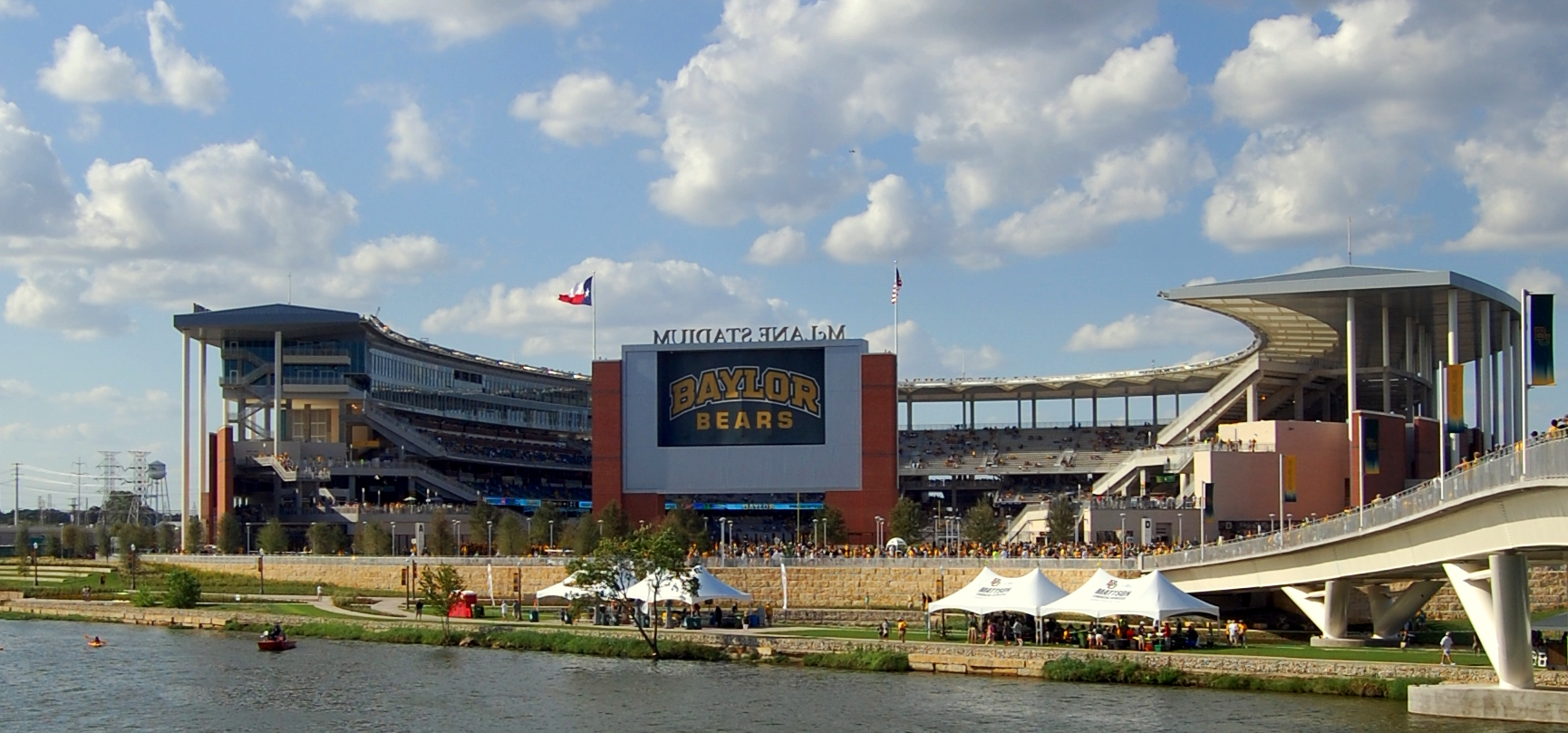
McLane Stadium.